# Вроцлавські гноми

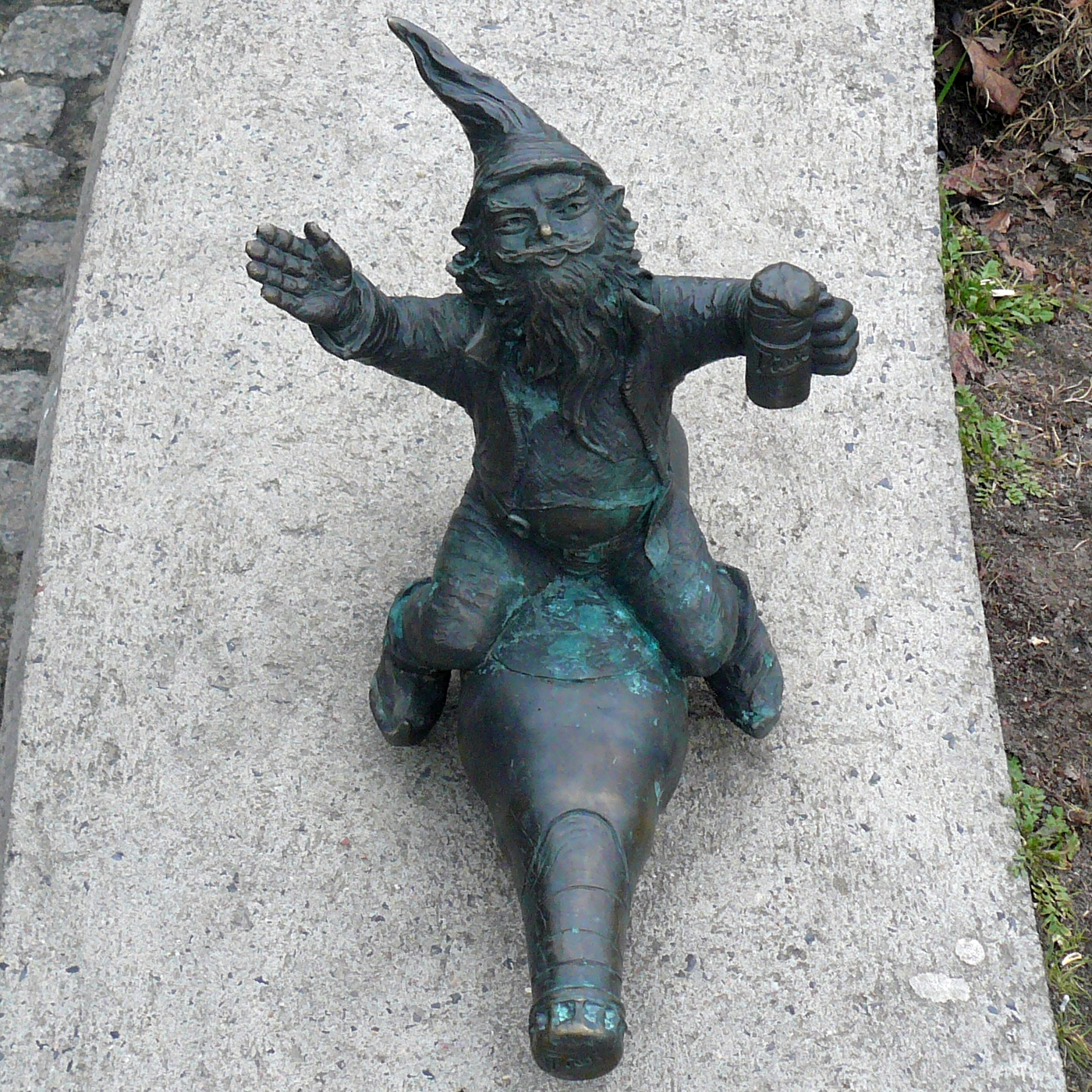
Один з вроцлавських гномів

Вроцлавські гноми («краснолюдки») — назва бронзових статуеток-гномів, встановлюваних у Вроцлаві з 2001 року, кількість яких постійно зростає (у 2014 році становить понад 300). На даний момент є однією з туристичних визначних пам'яток міста. Існують спеціальні екскурсії і брошури, які допомагають знайти цих гномів в місті, а також описують індивідуальну історію кожного гнома.

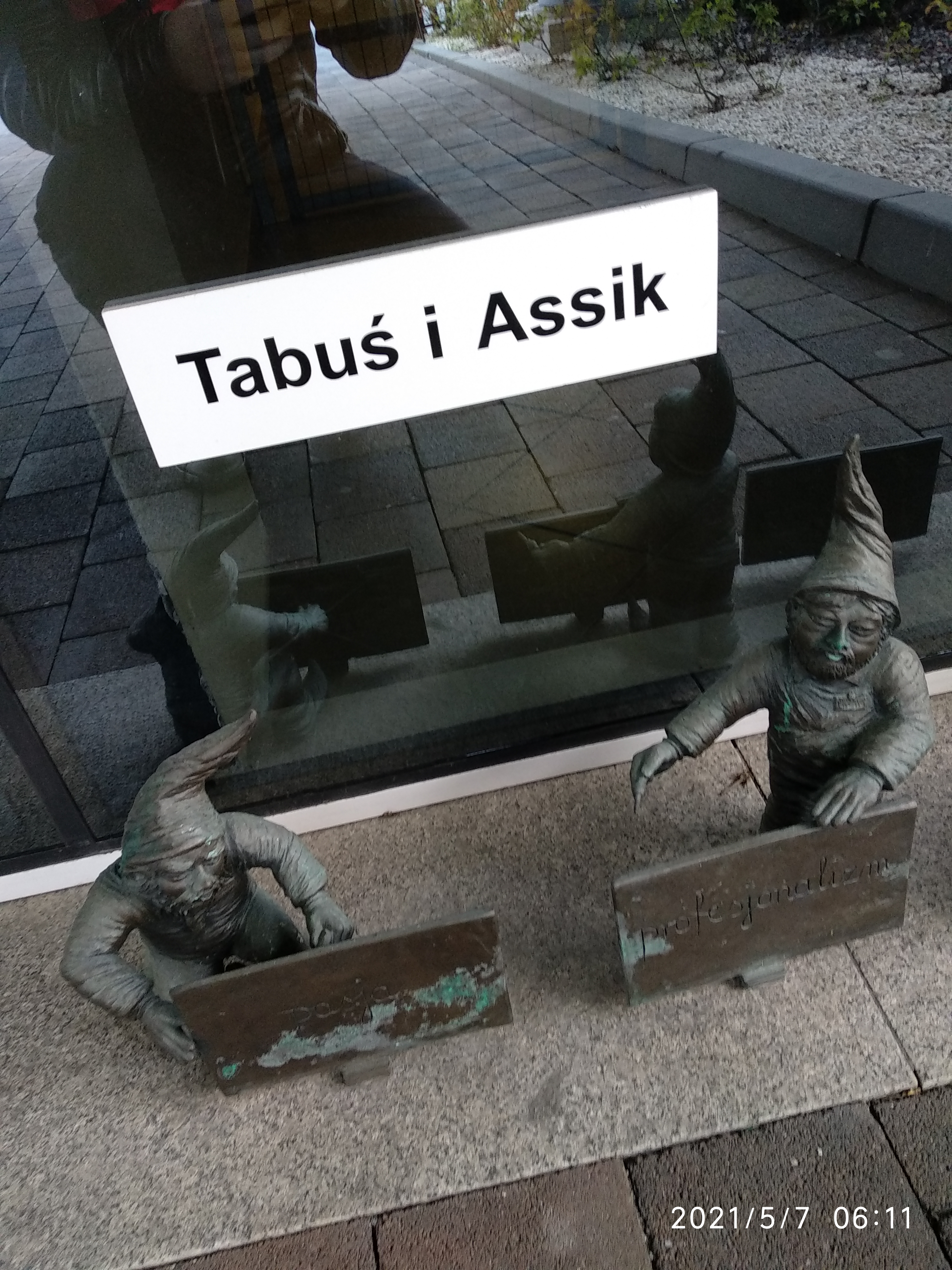

Регулярно встановлюють нових гномів, а також крадуть і ламають старих.
Передісторія цих гномів — у символіці Помаранчевої альтернативи, підпільної групи, а пізніше руху, що діяла в кількох містах Польщі, головним чином у Вроцлаві, в 1980-х роках. Перші намальовані гноми з'явилися у Вроцлаві за задумом глави руху Вальдемара Фидриха (Майора Фидриха), а найвідомішою організованою акцією стала Демонстрація гномів 1 червня 1987 року.

## Галерея

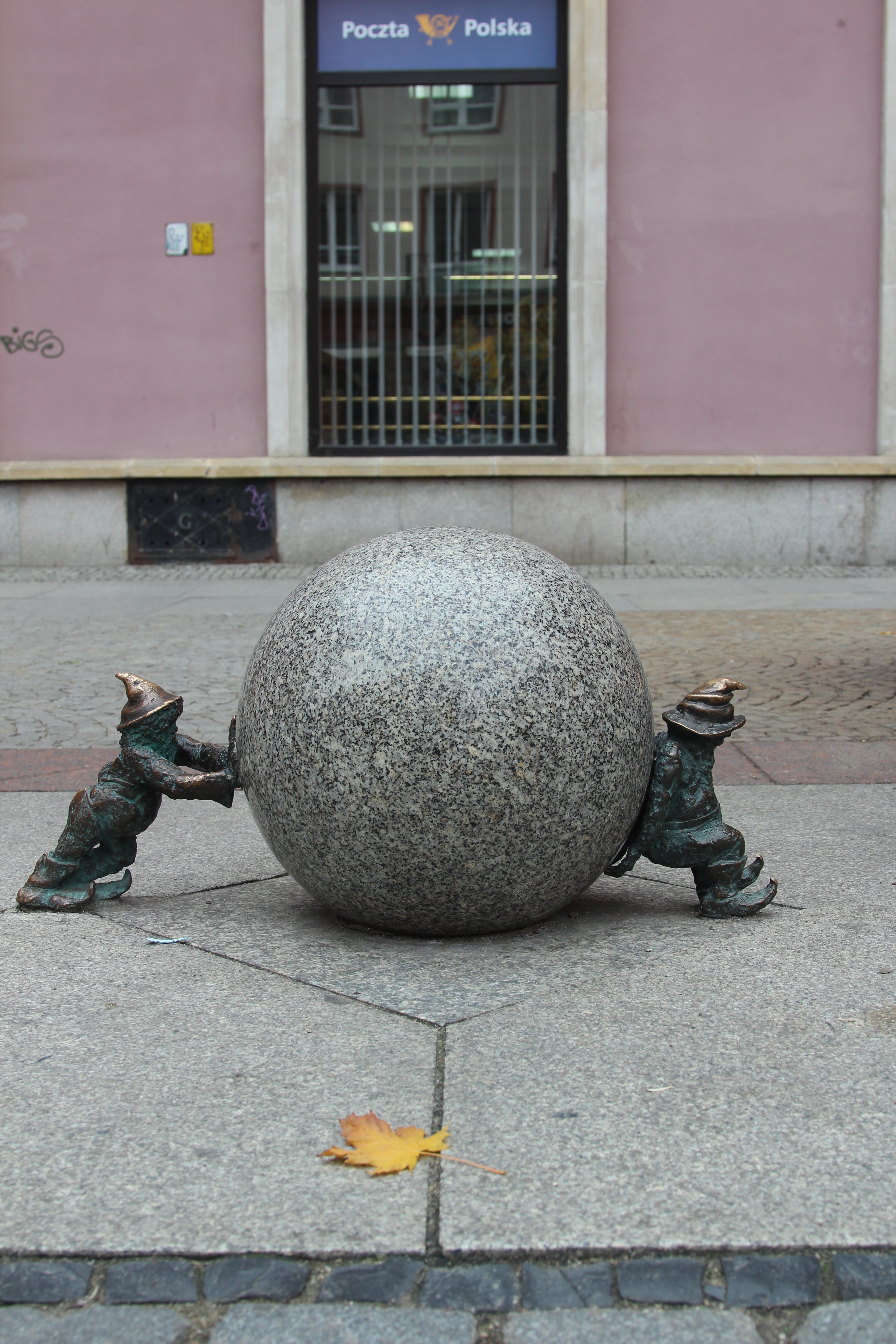
«Сізіфки»
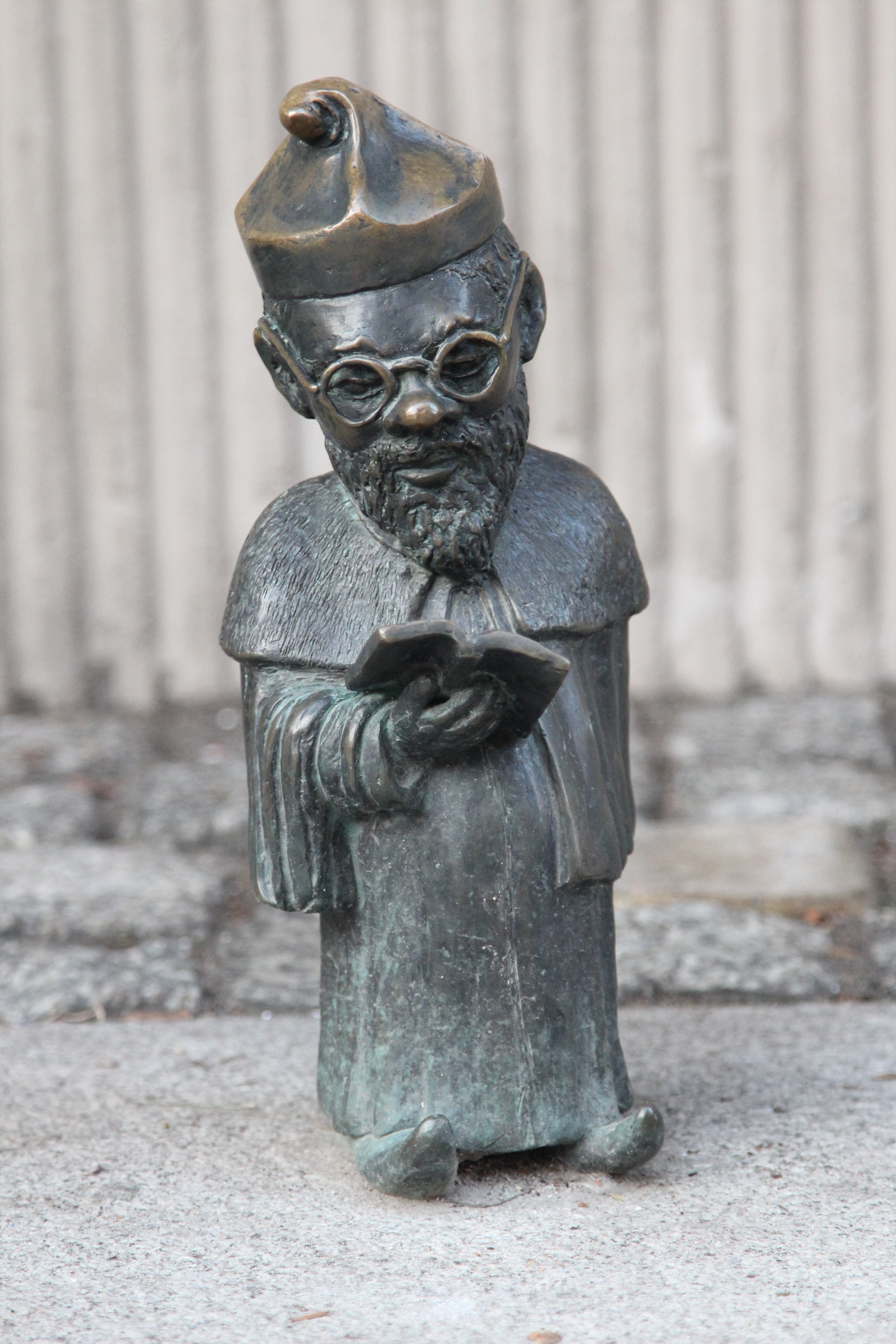
«Професор»
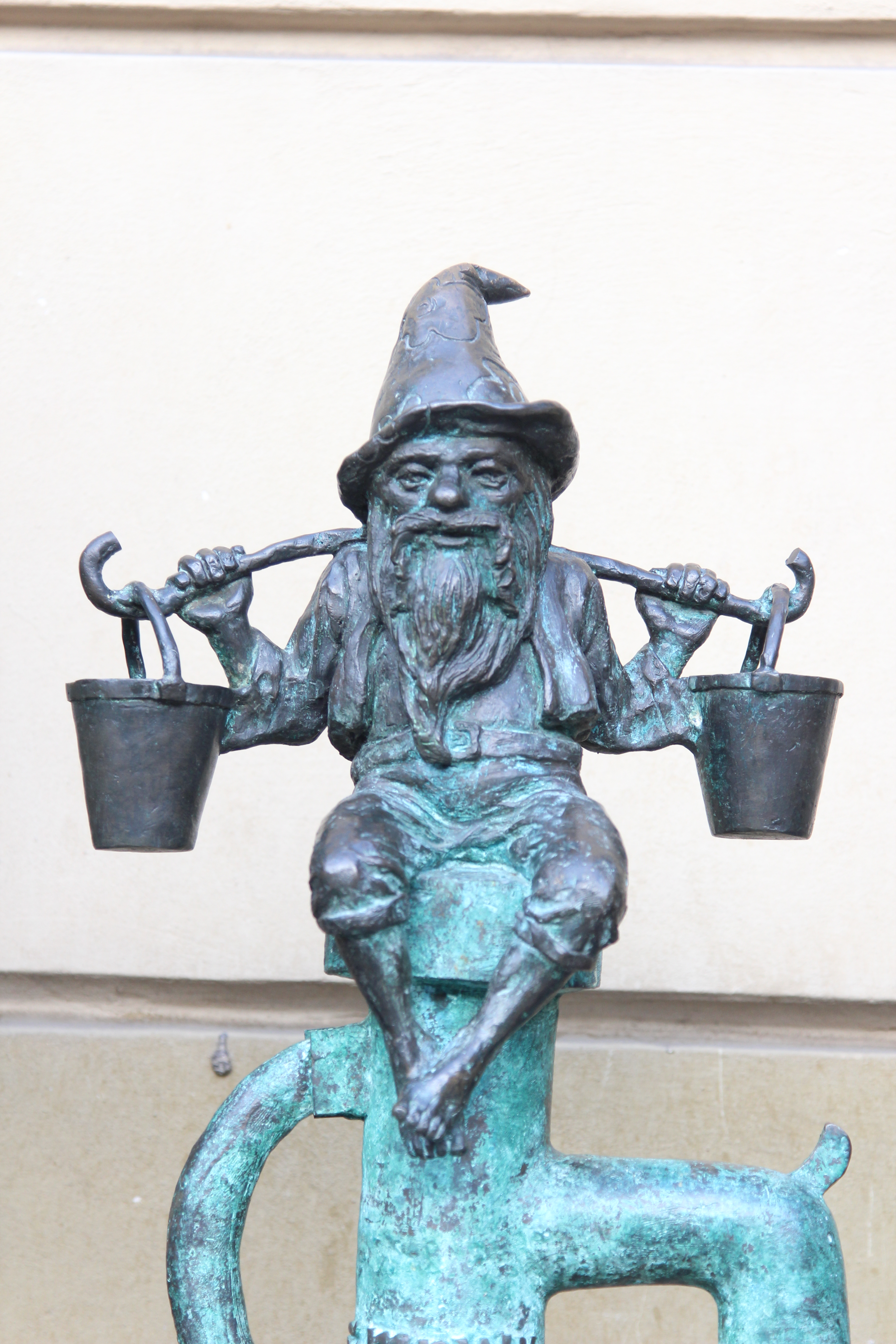
«Водонос»
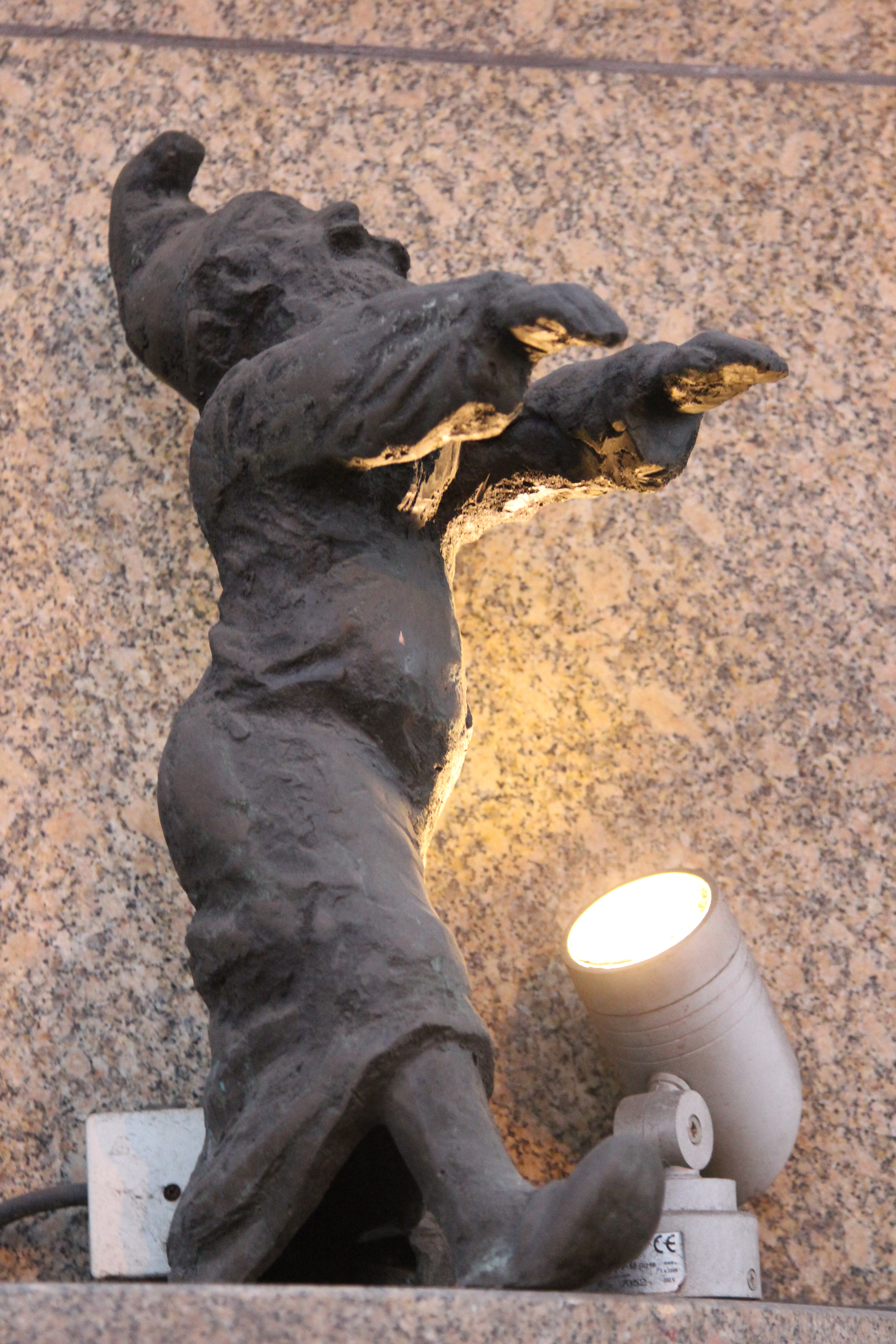
«Лунатік»
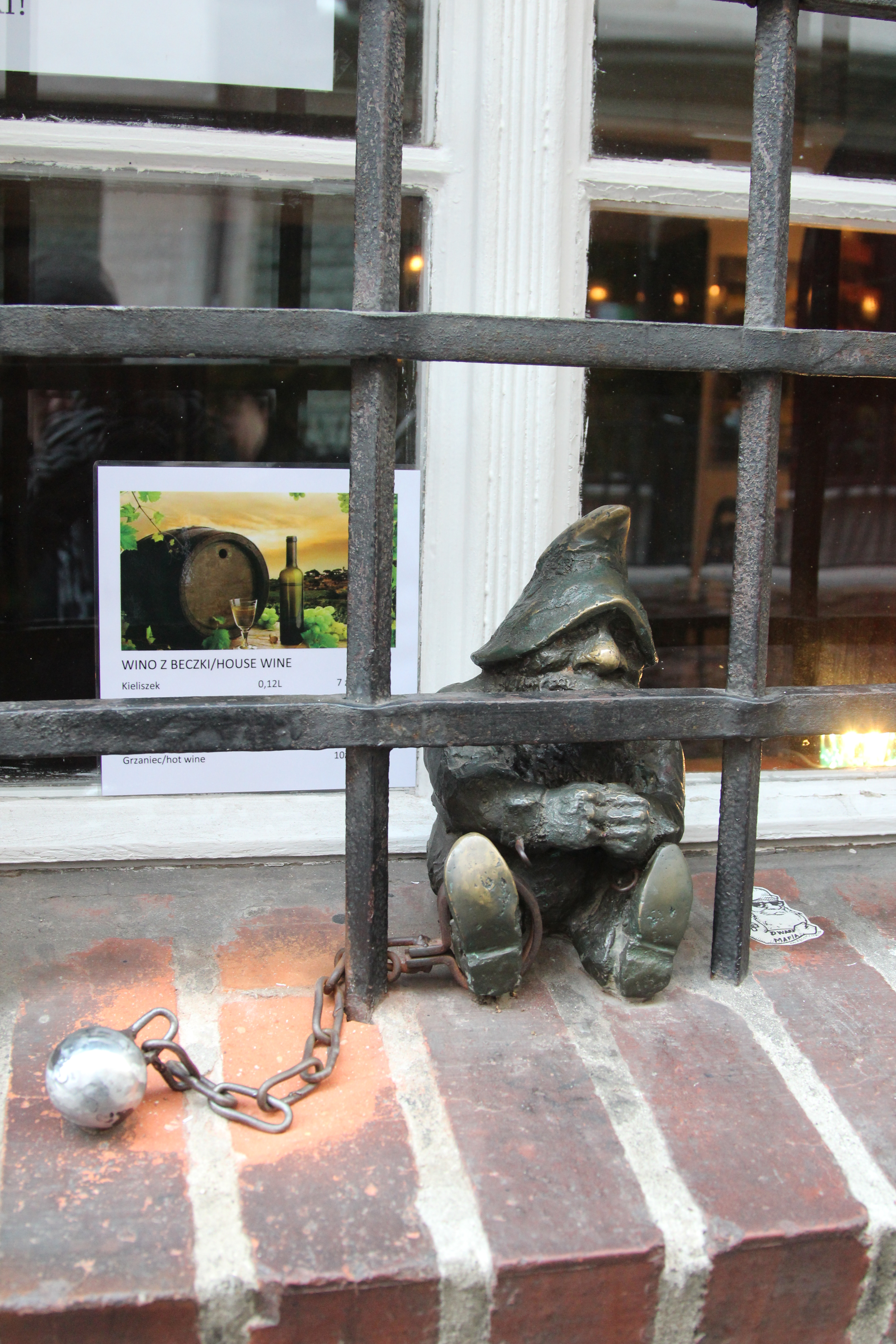
«В'язень» (на вікні старої міської в'язниці)
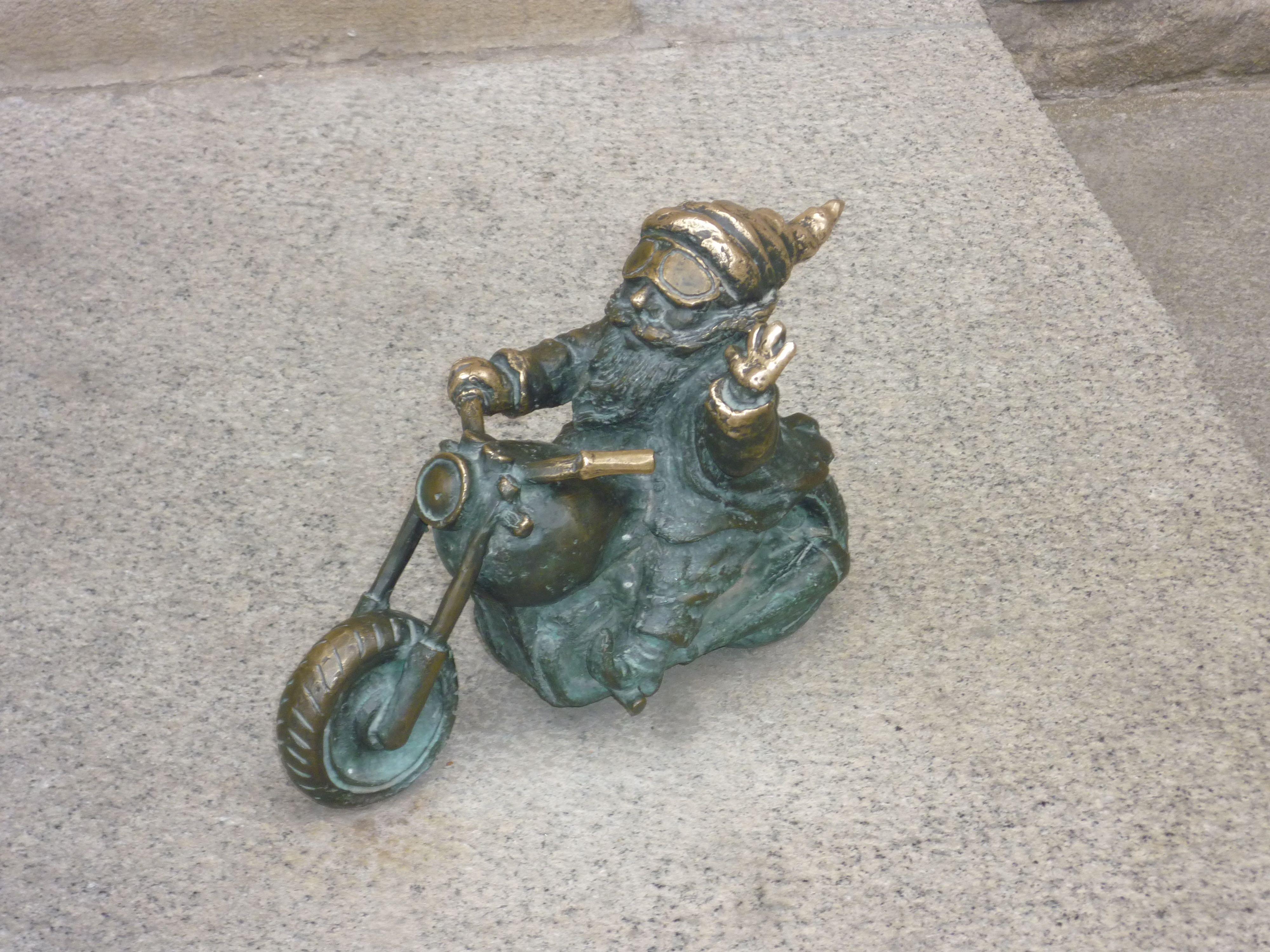
«Байкер»
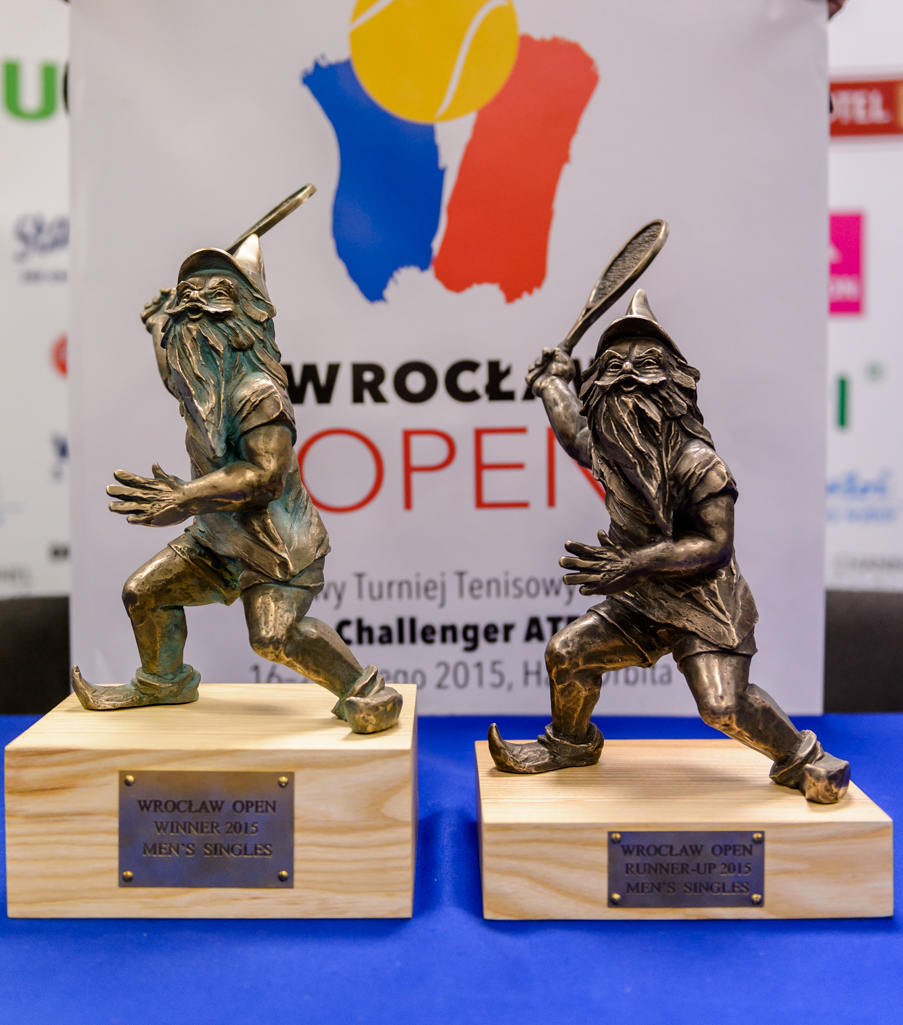
«Тенісист» (Вроцлав Опен трофі)
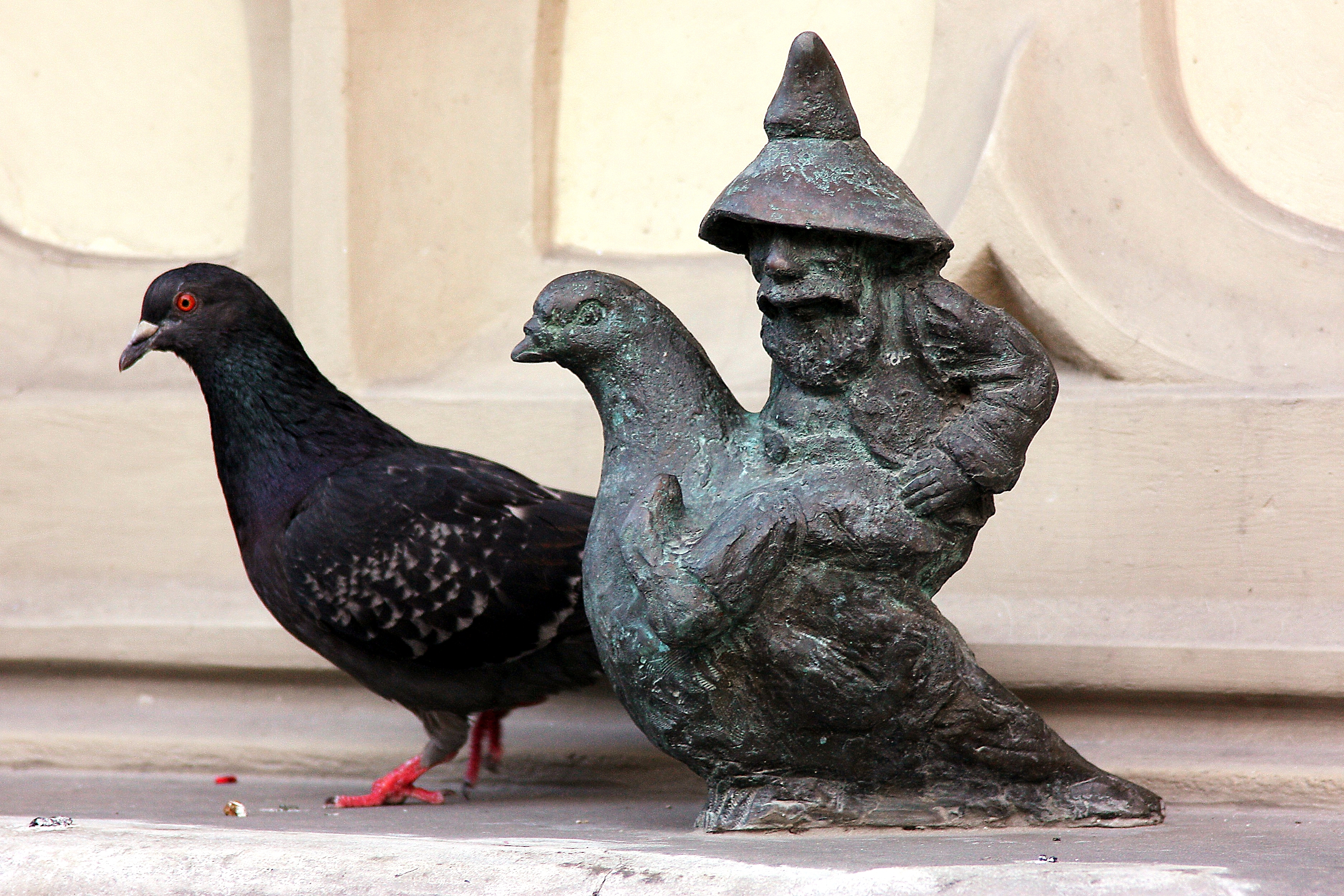
Гном на голубі
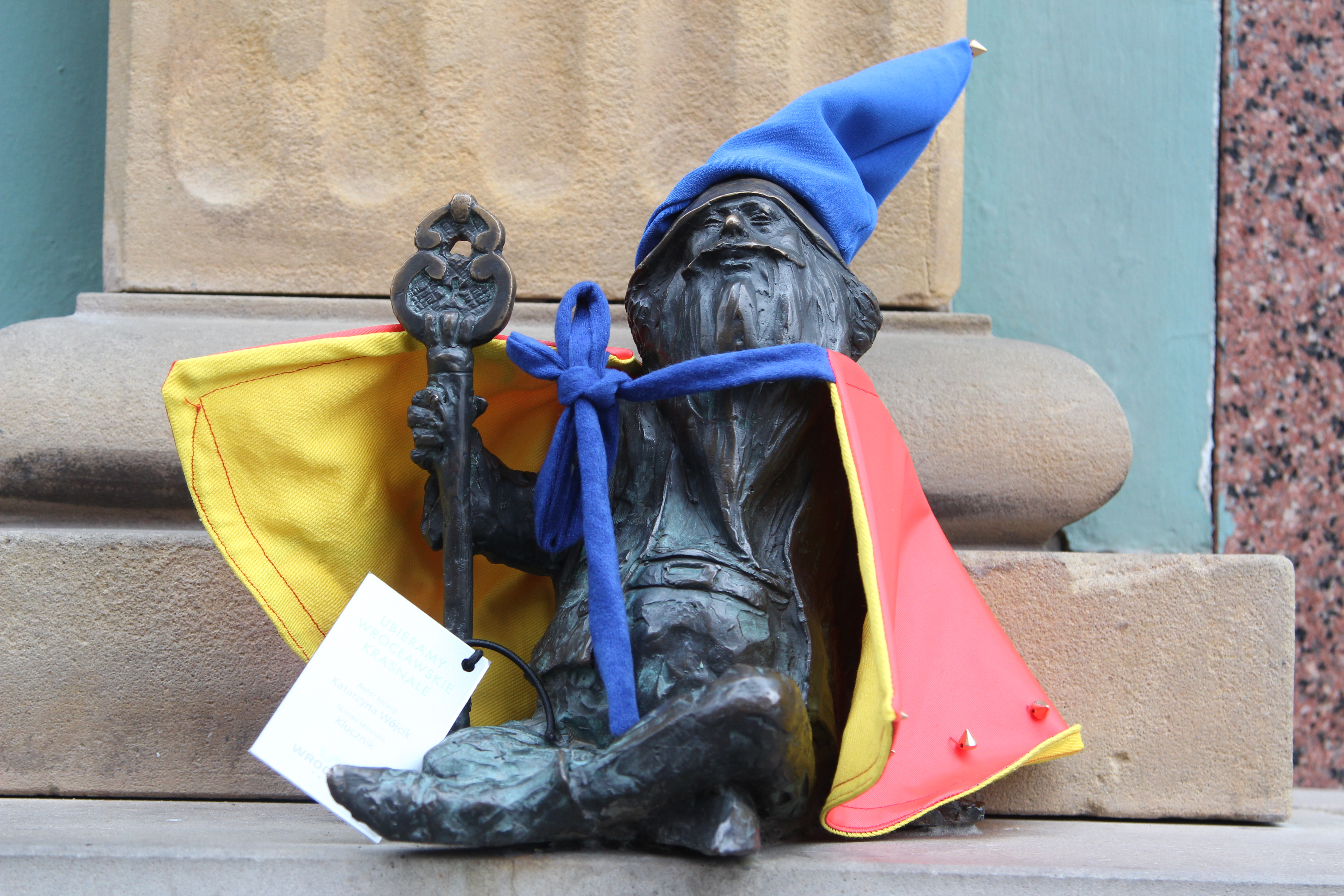
«Ключник» одягнений під час конкурс з одягання гномів у 2016
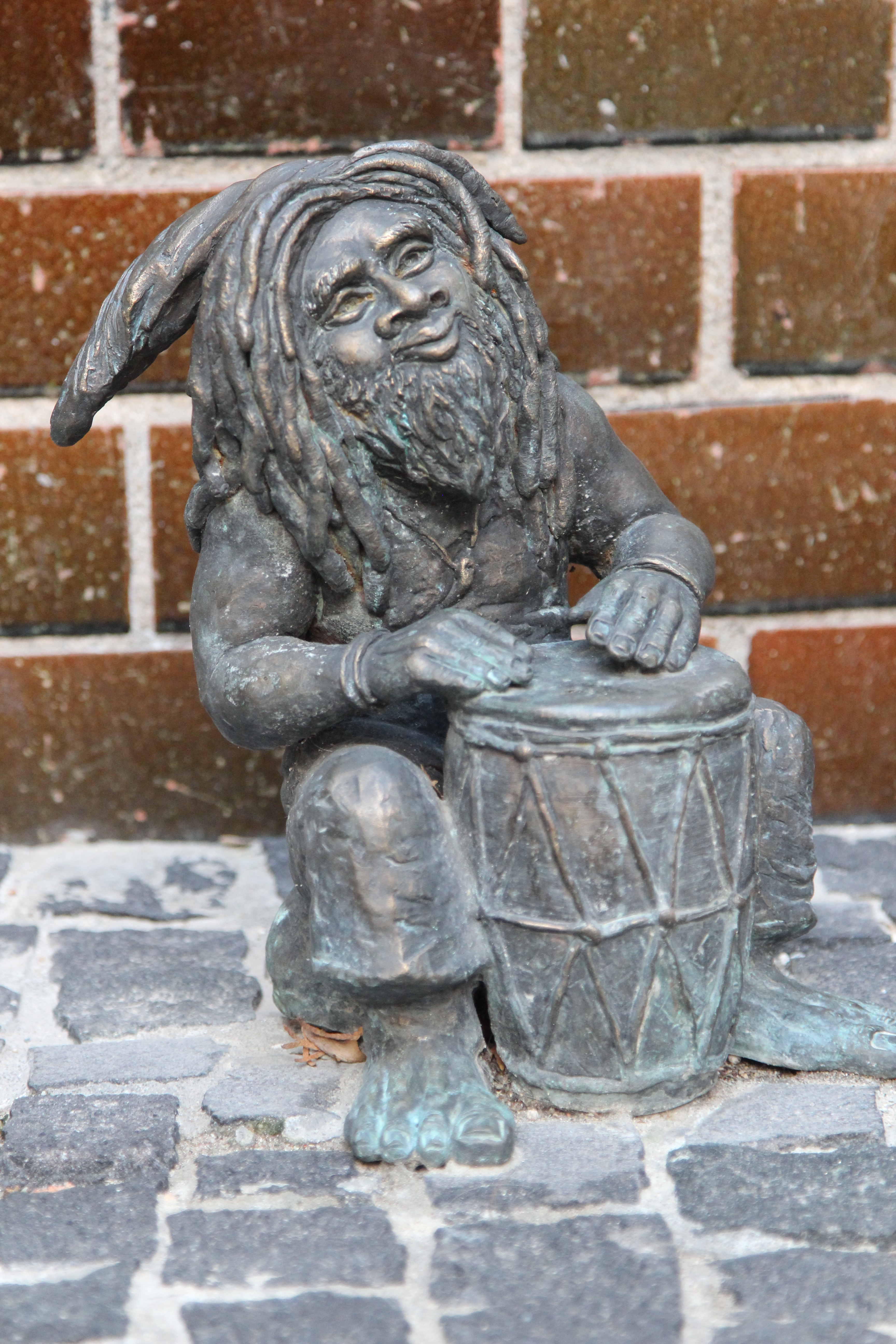
«Растаман»
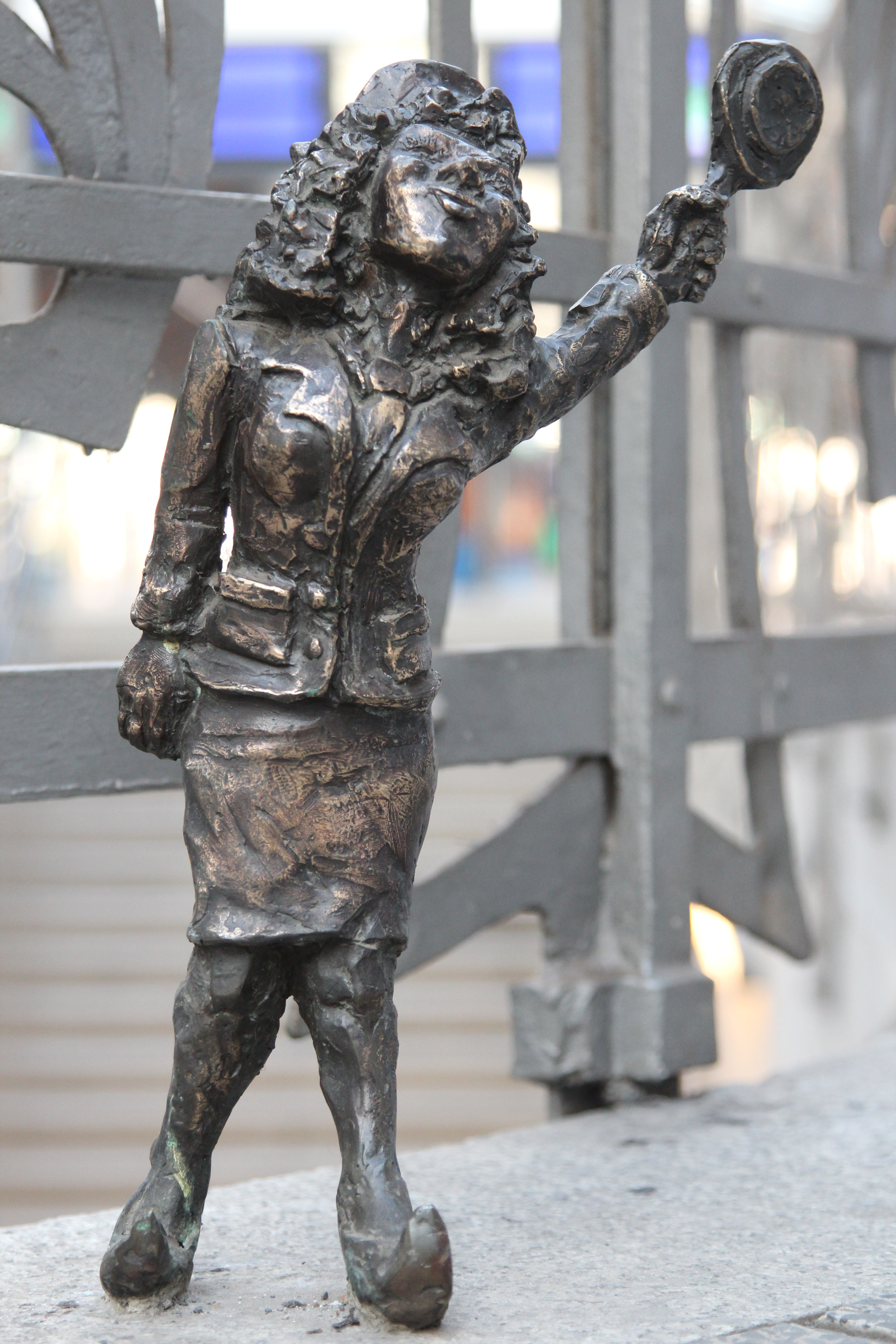
Гномиха
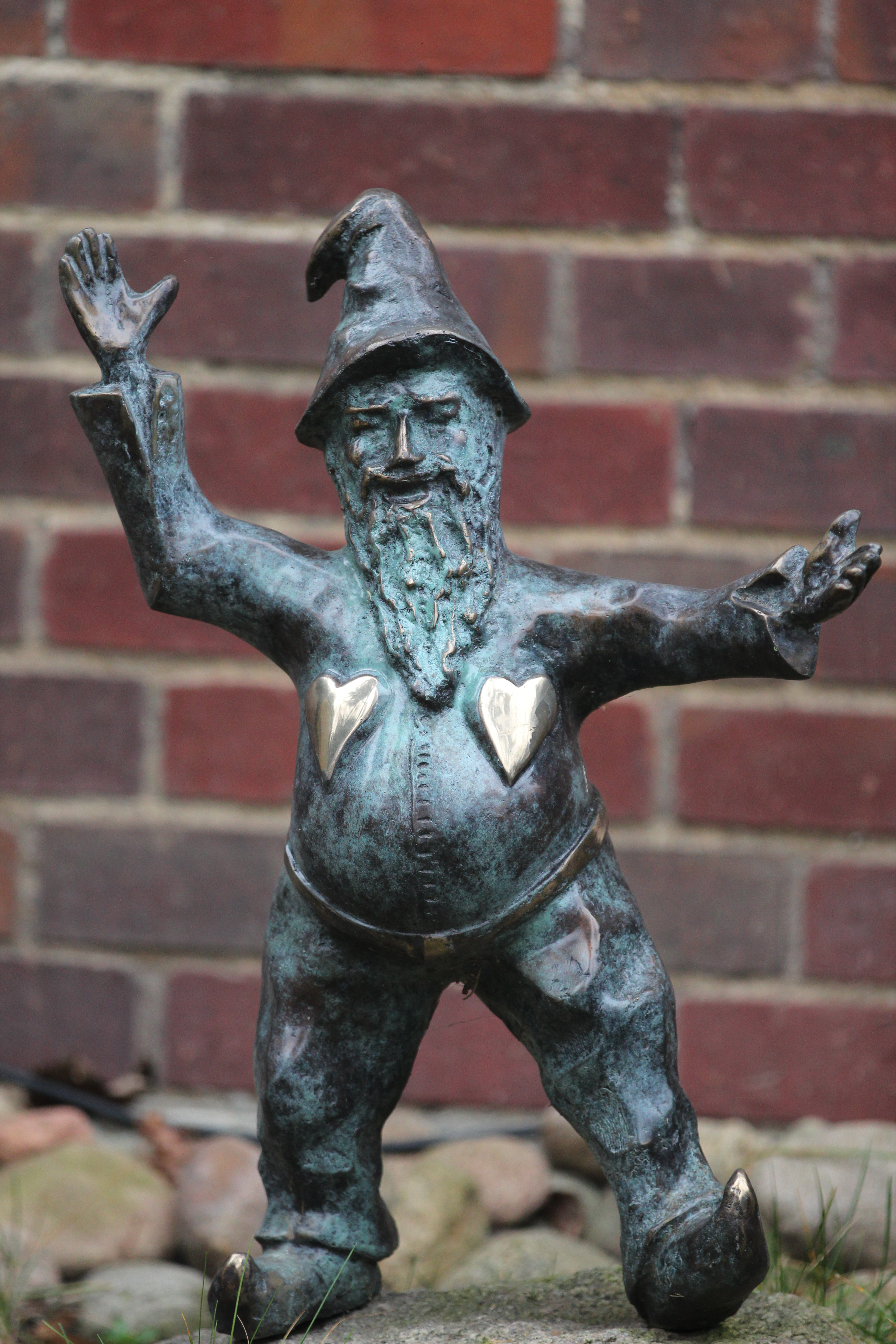
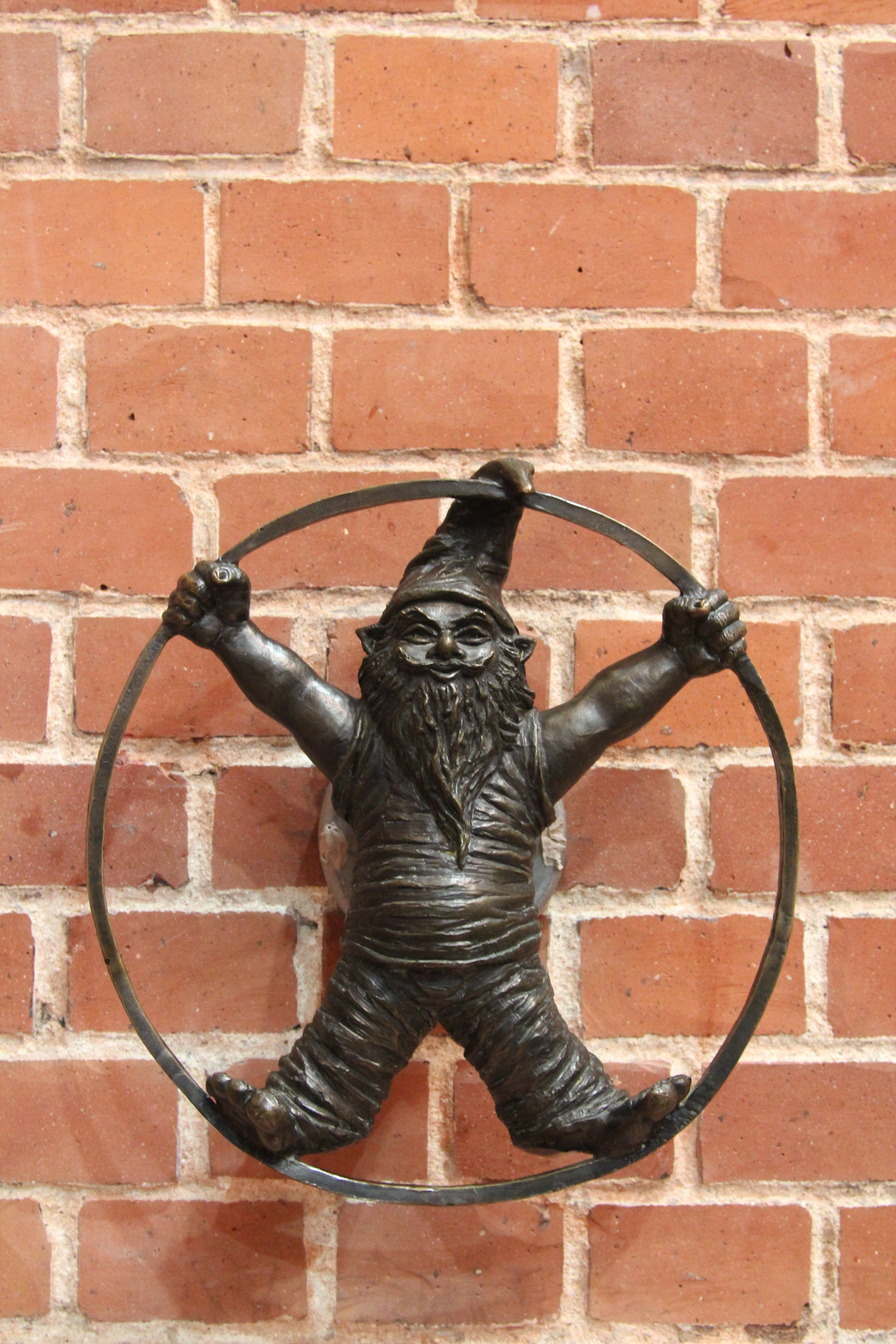
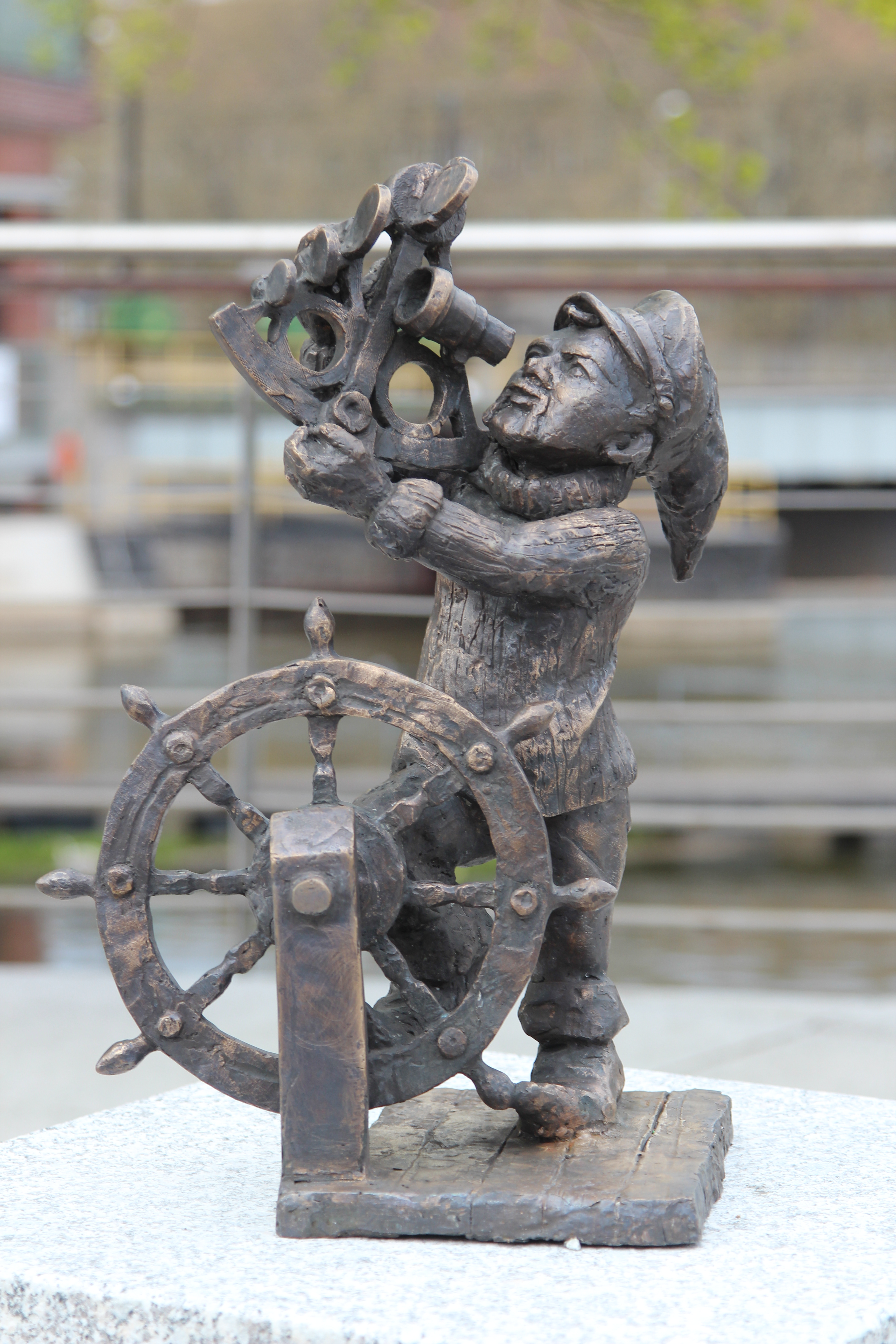
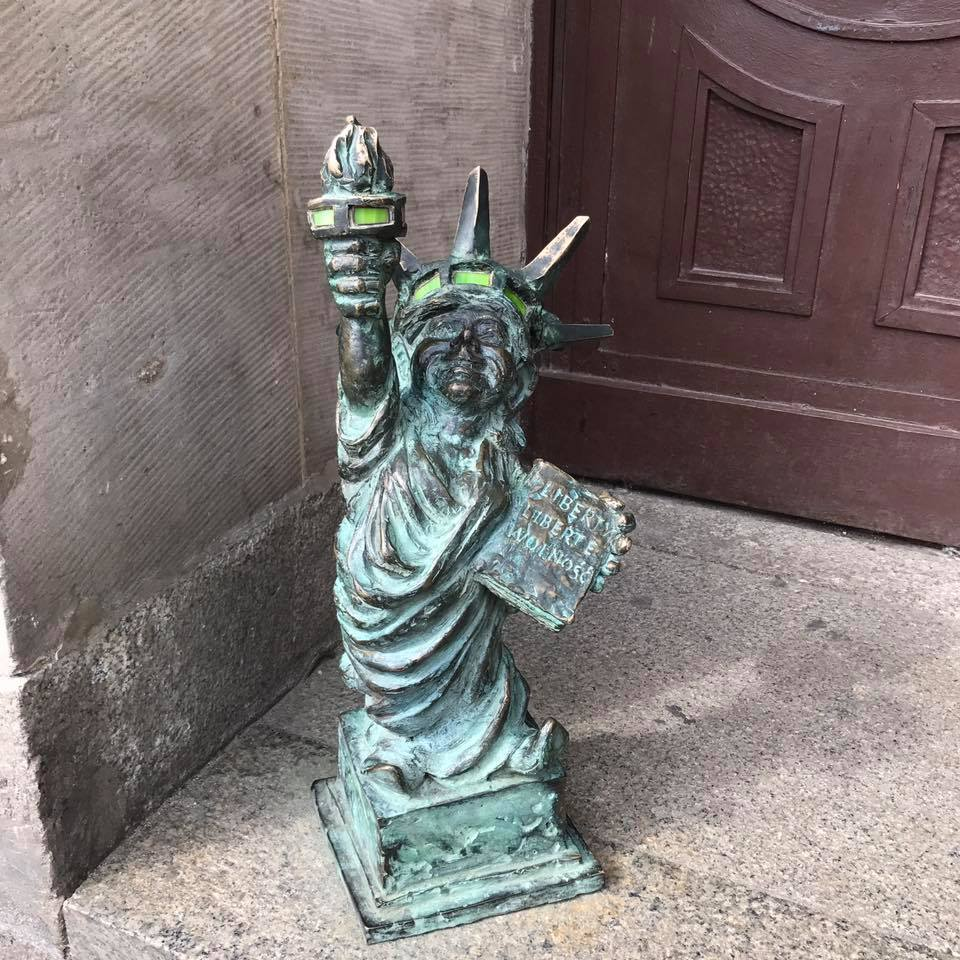
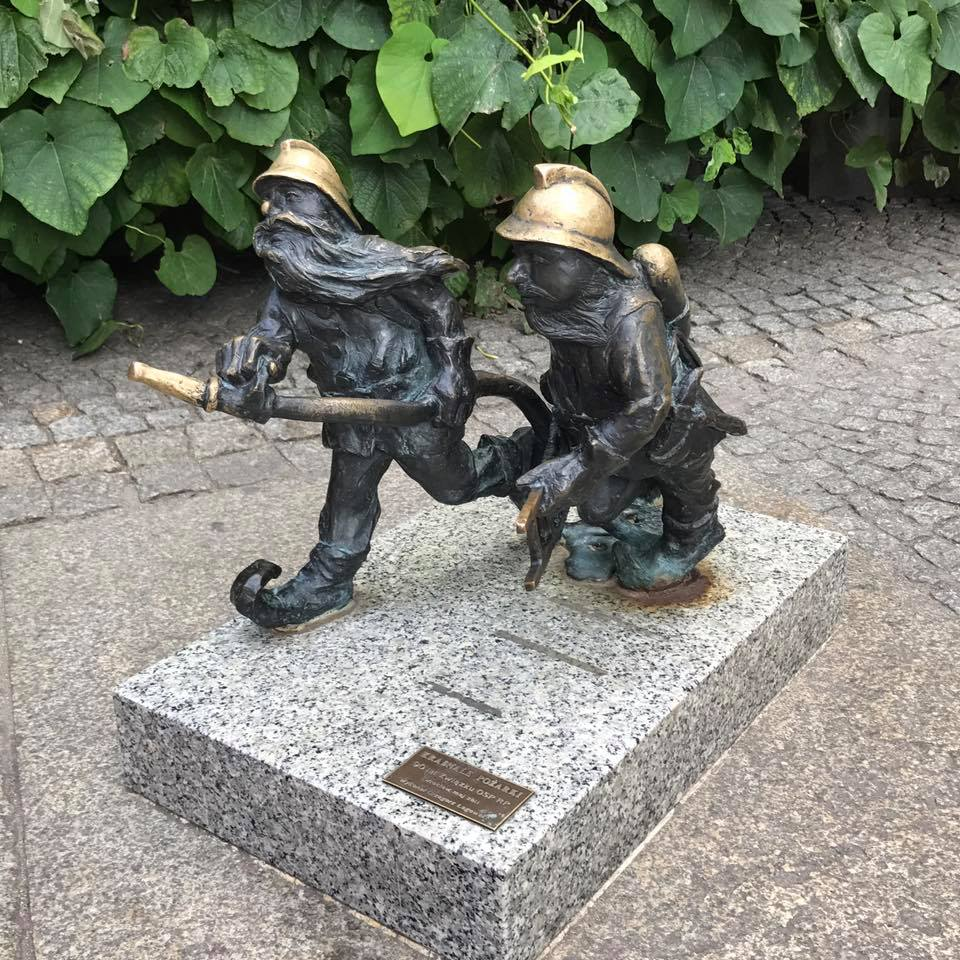
«Пожежники»
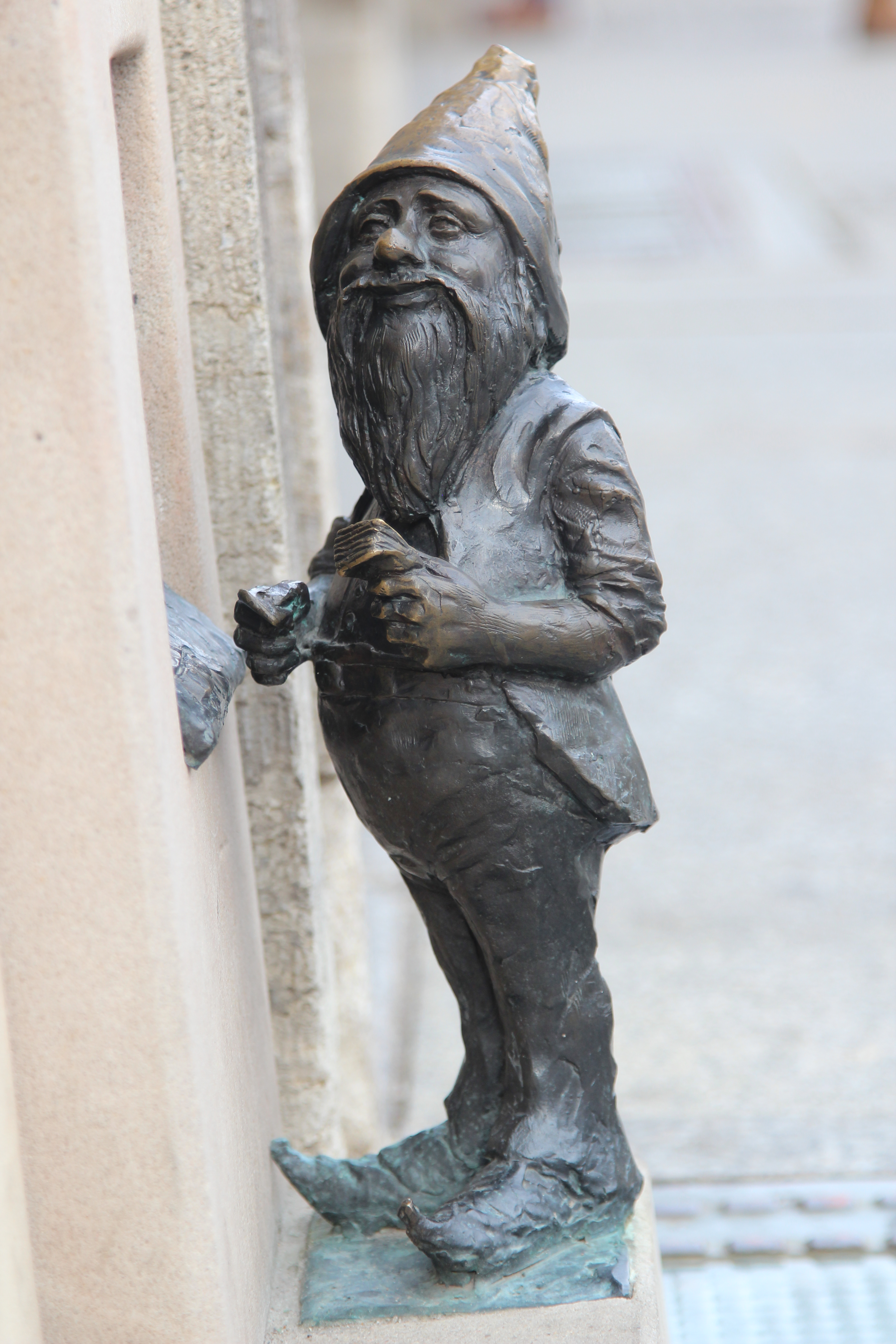
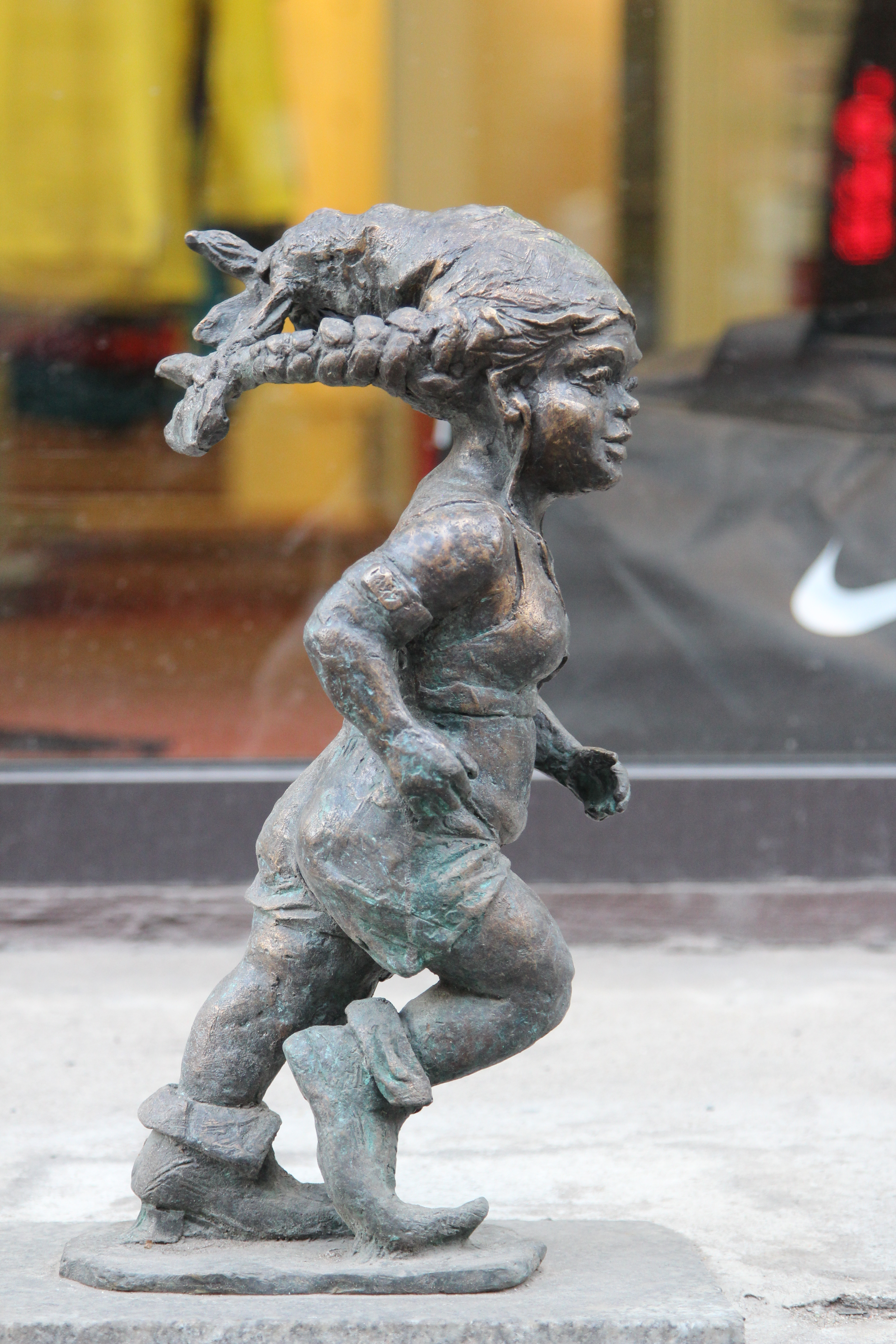
Бігунка
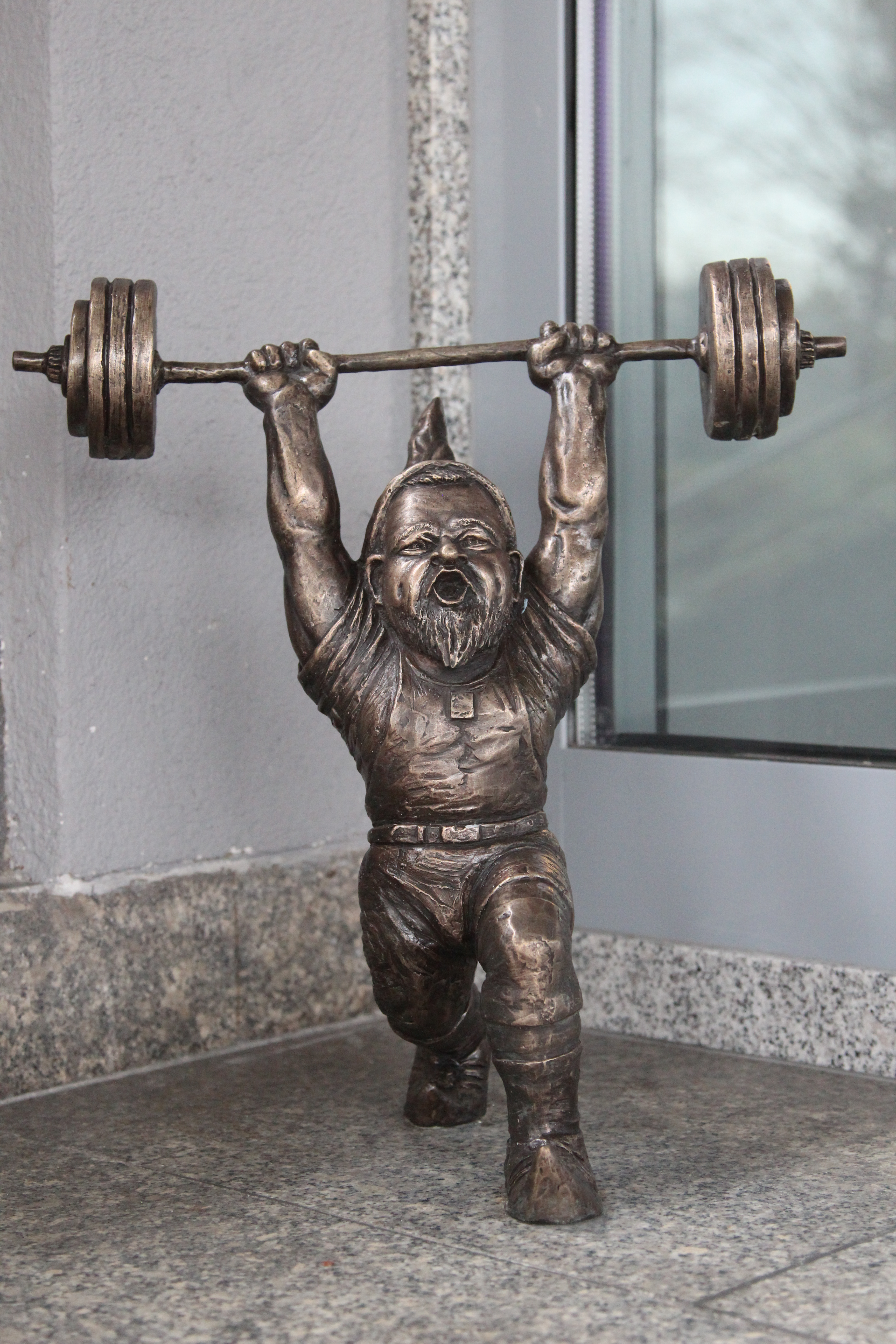
Штангіст
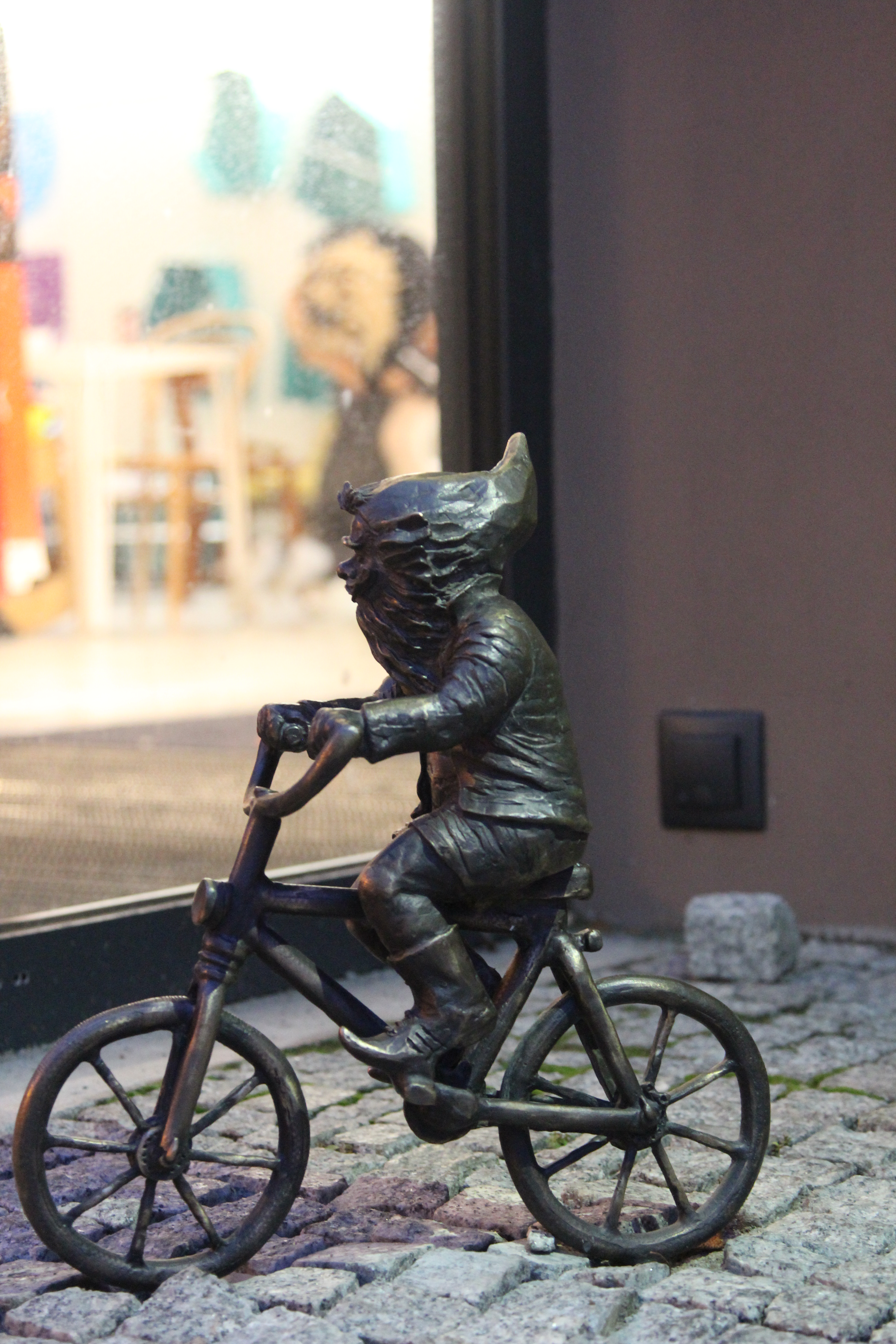
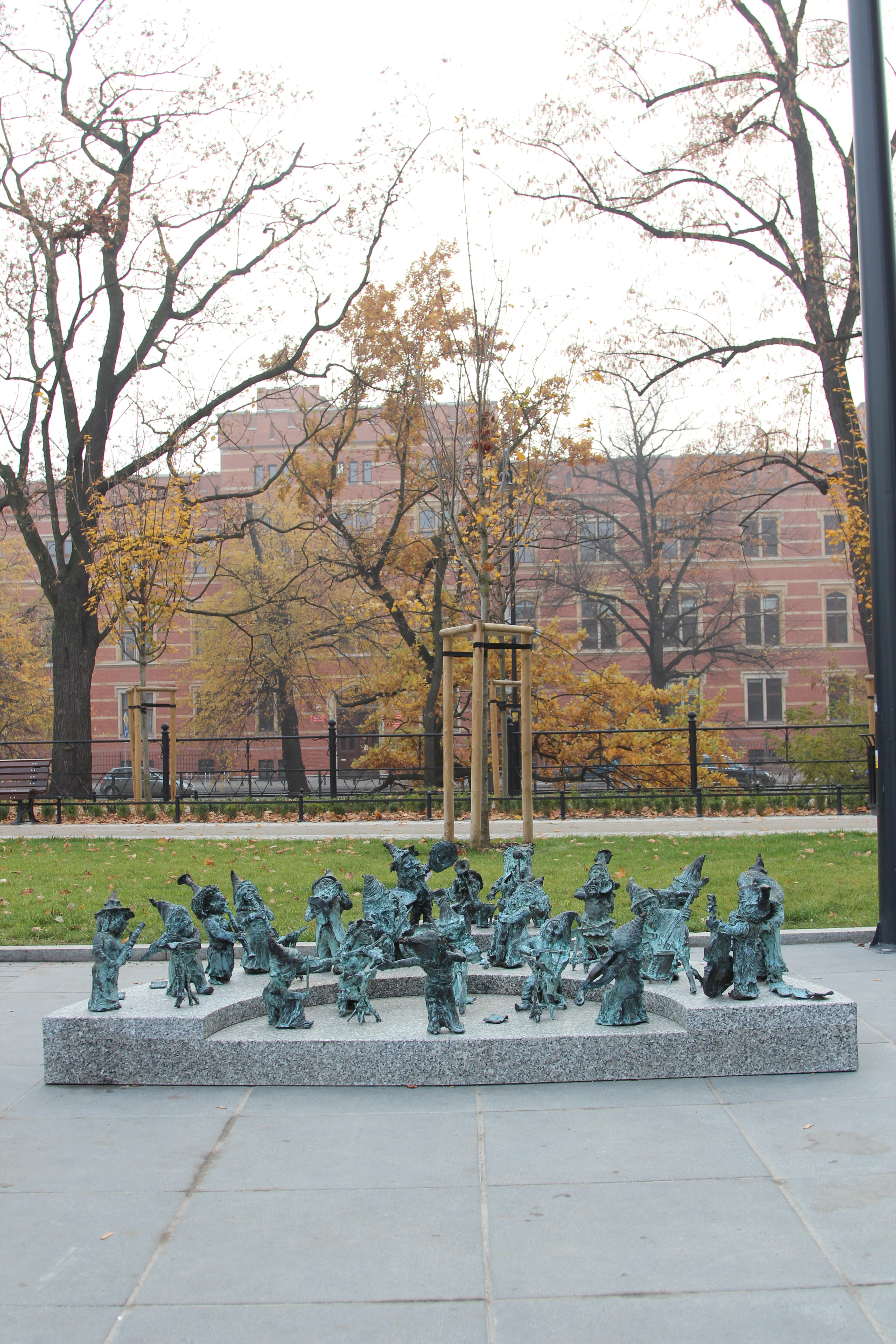
Оркест
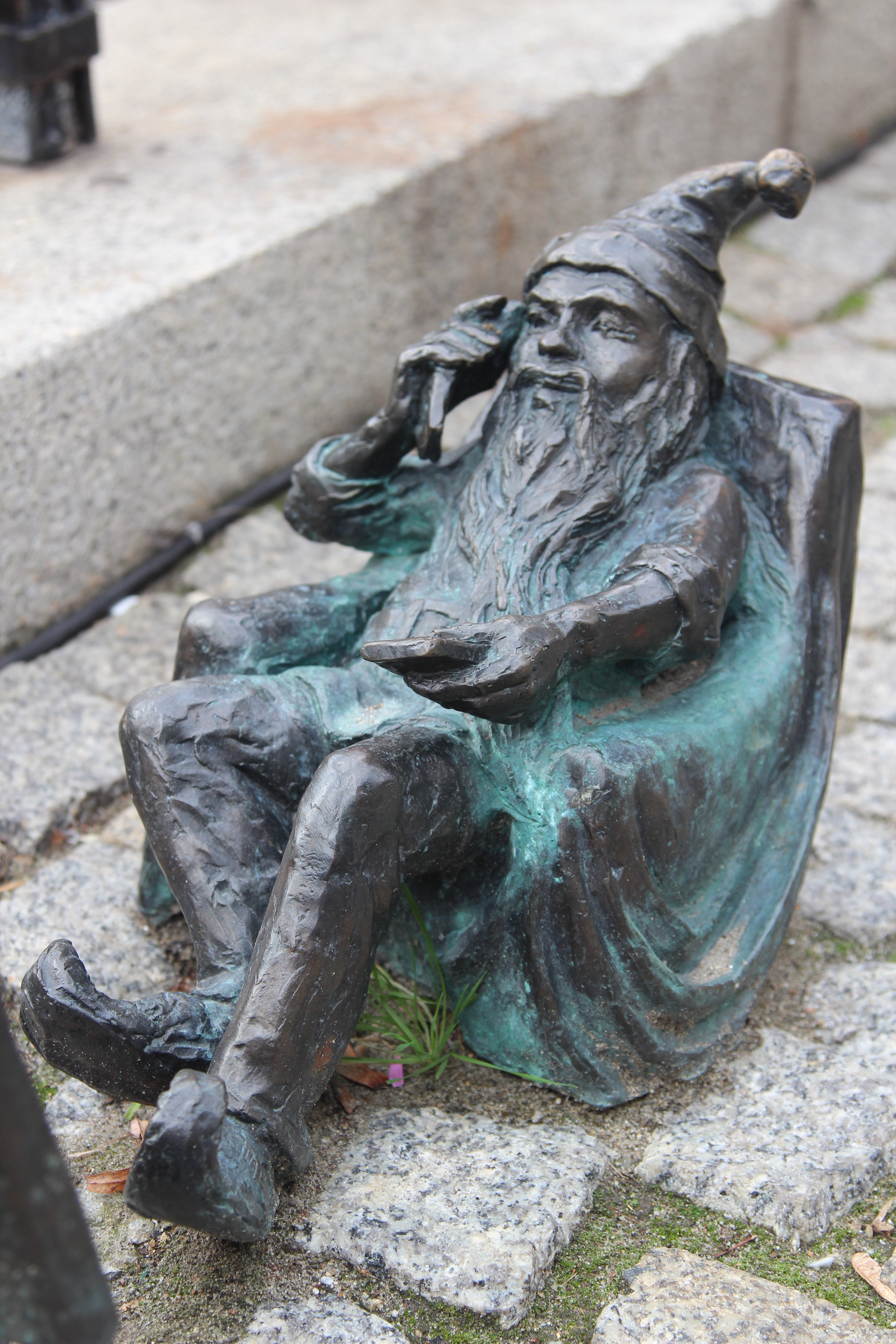
Діалогомір - гном із мобільним телефоном
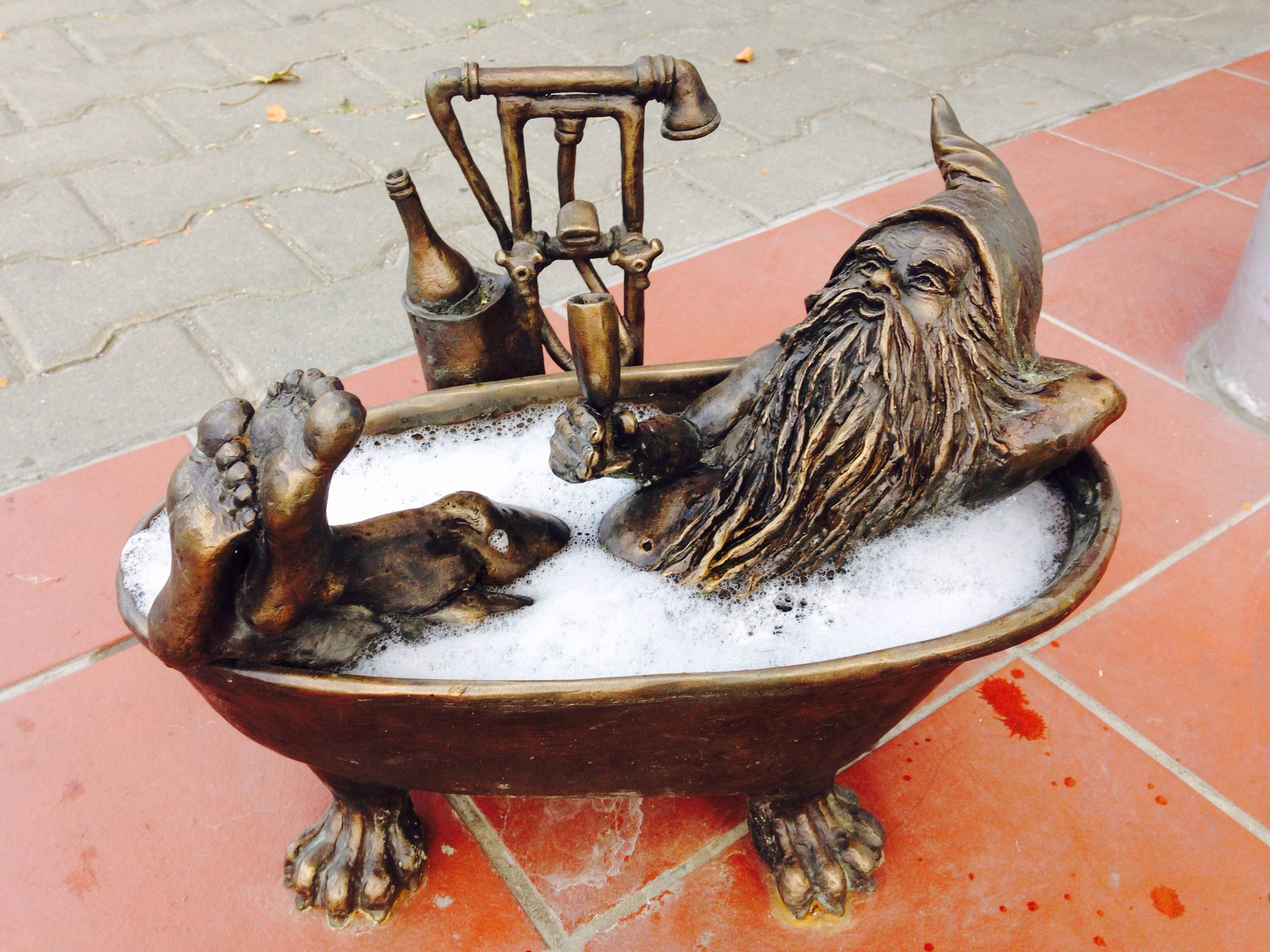
Гном у ванні
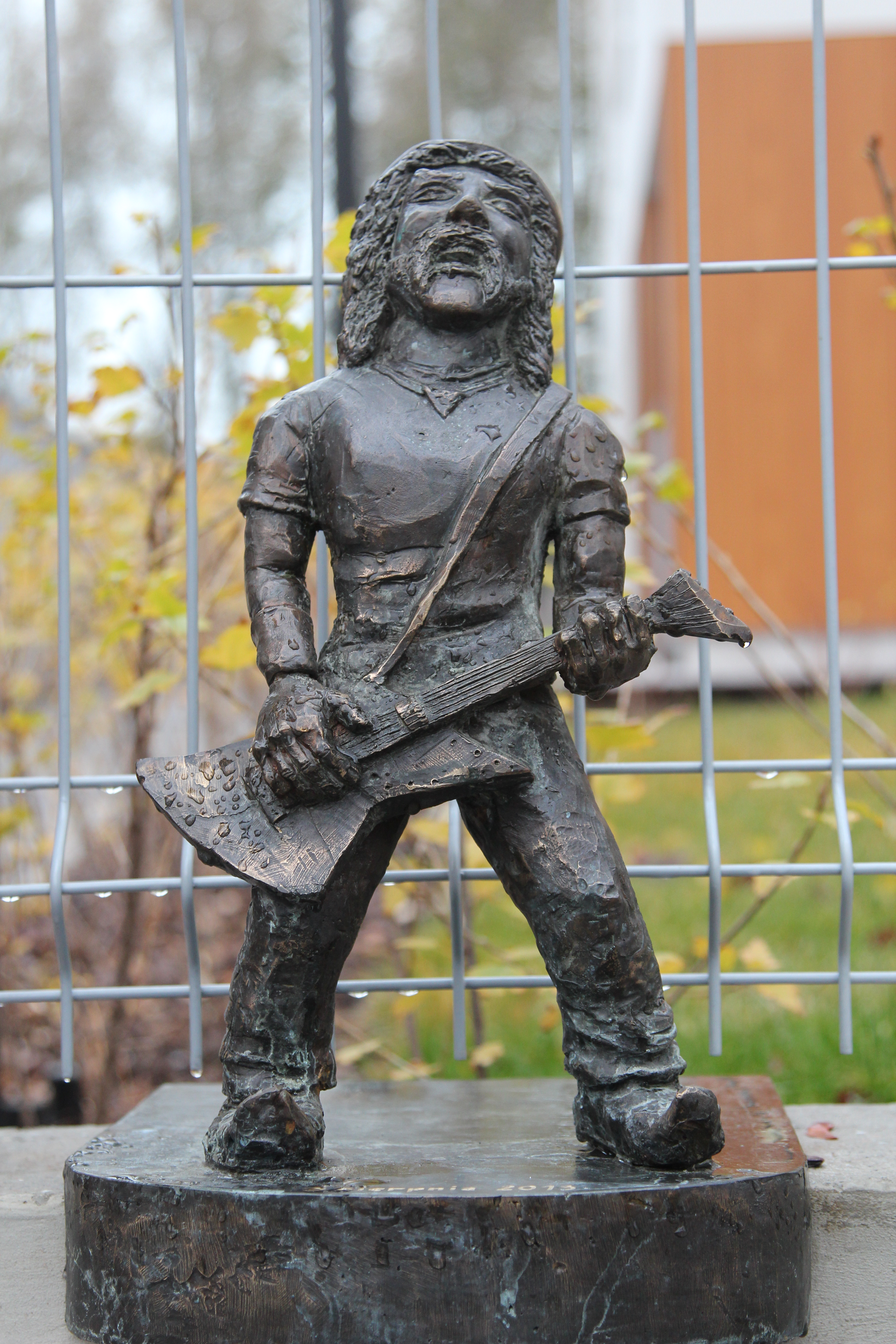
Papa Het
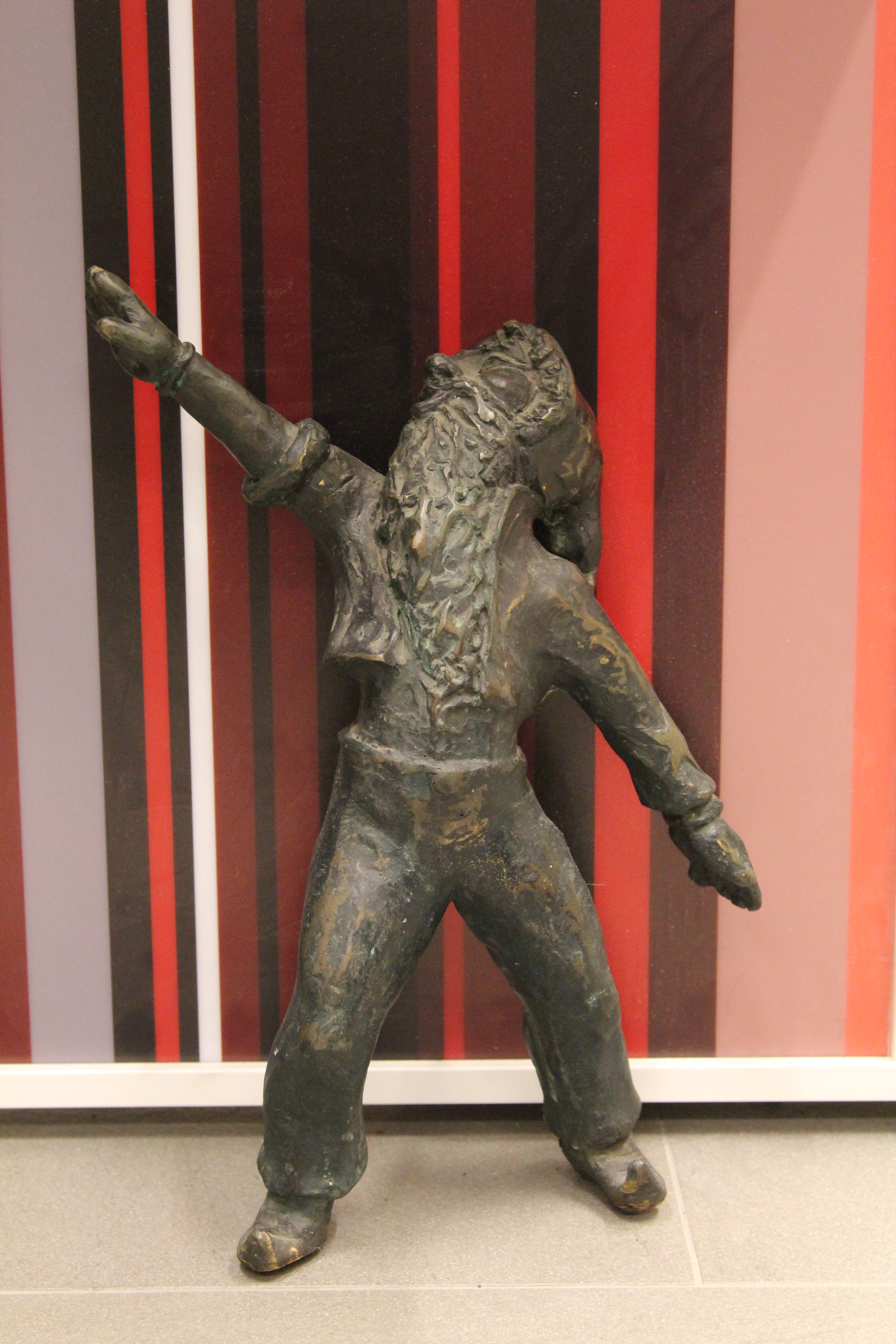
Show-Must-Go-On
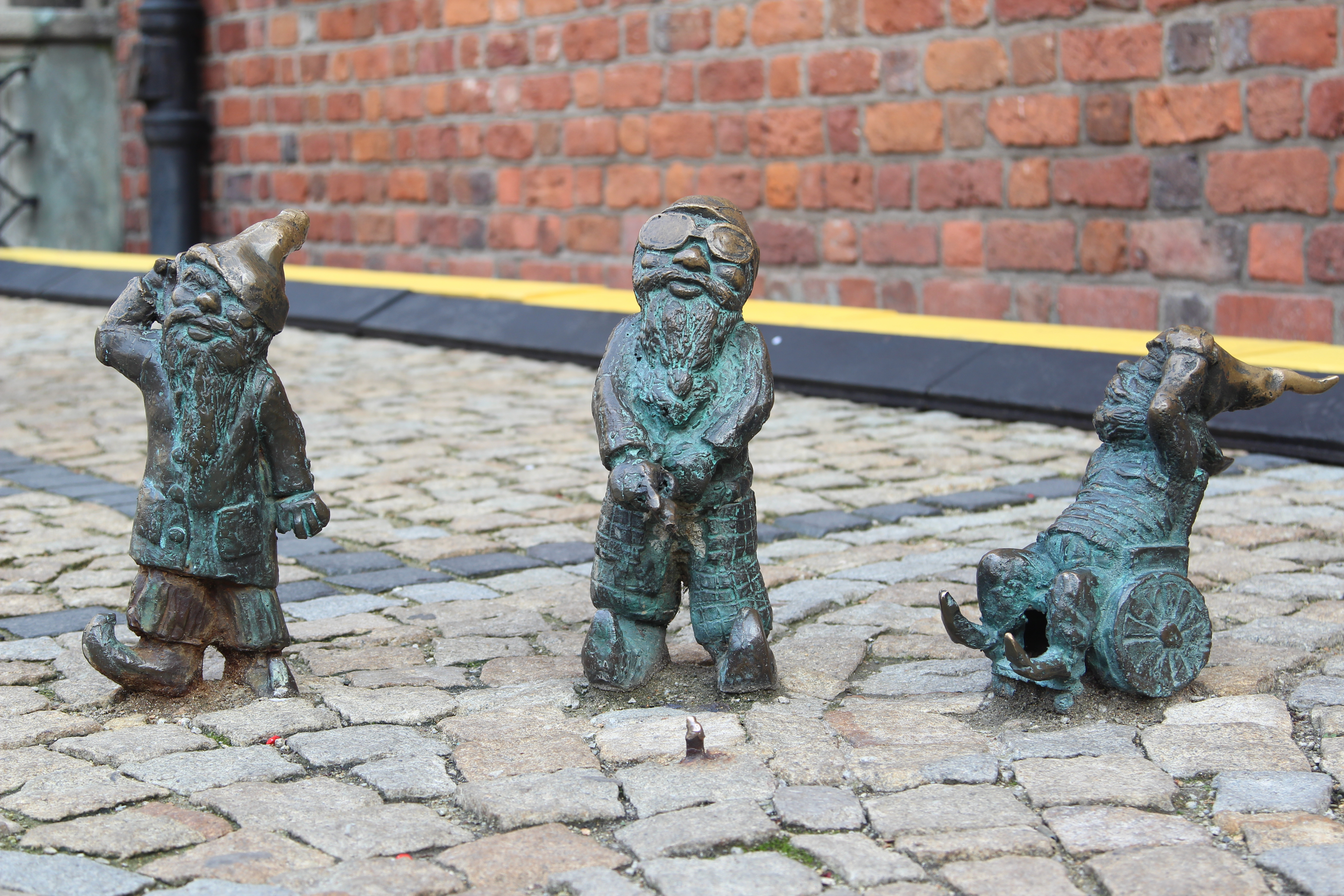
Три посли
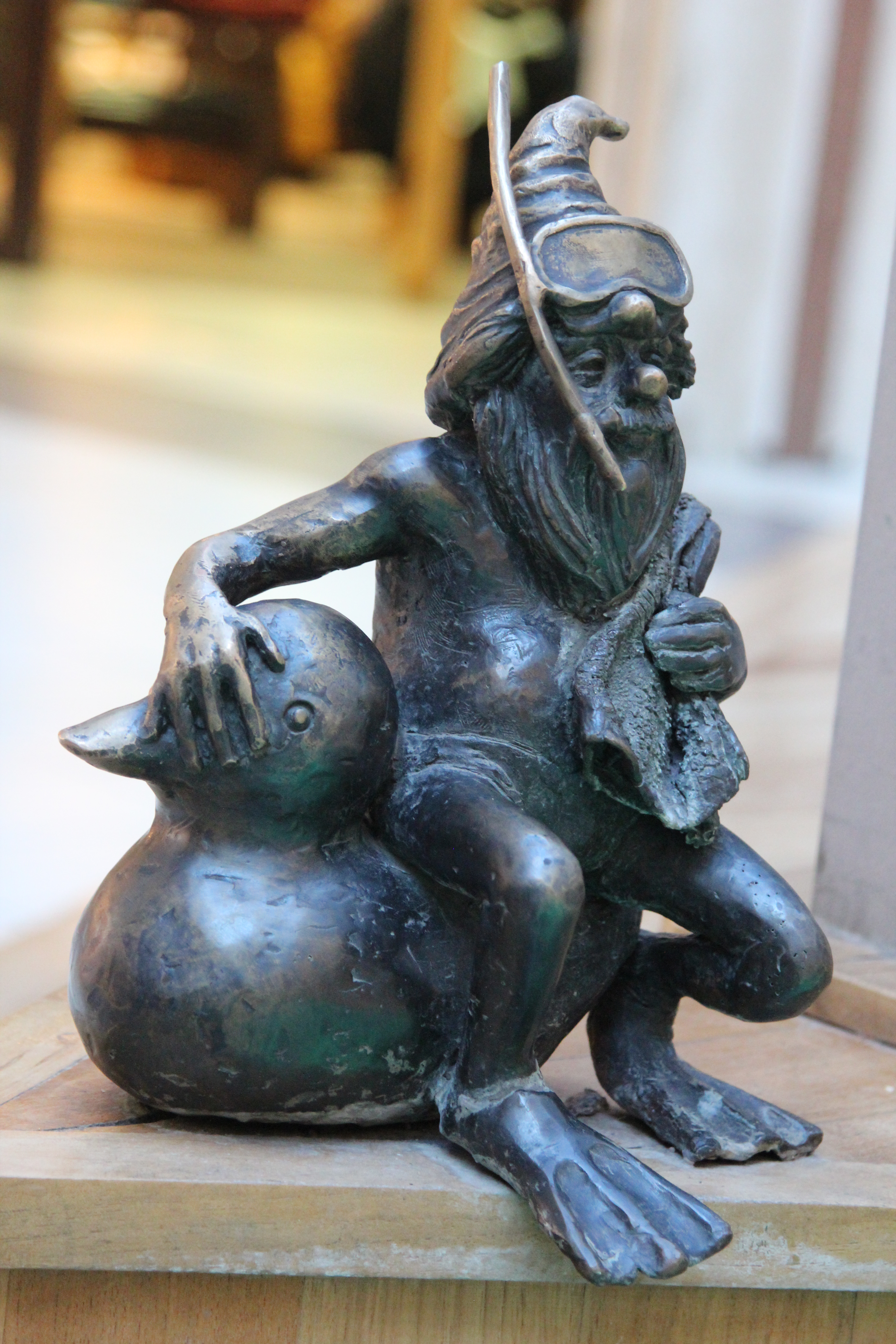
Аквалангіст
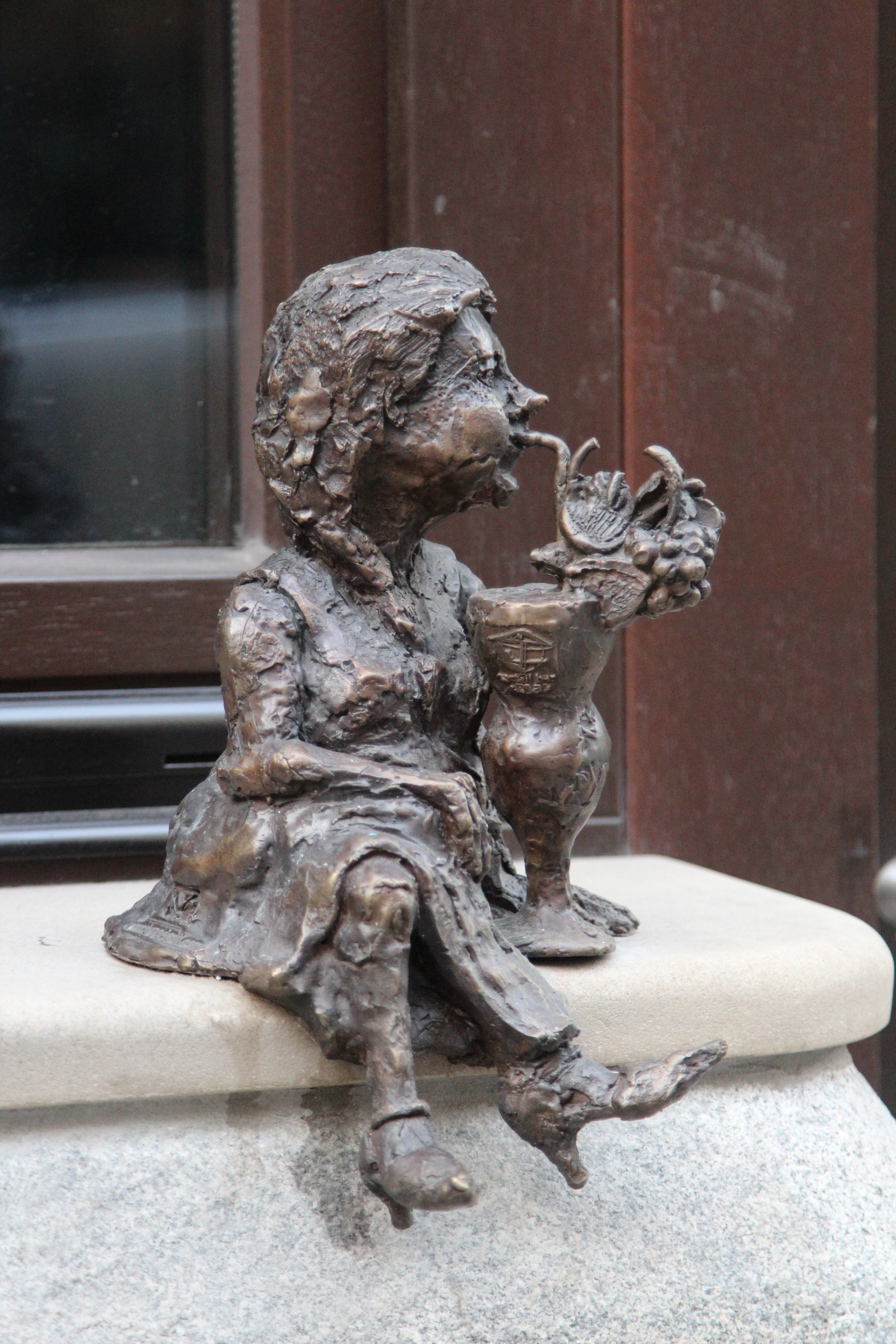
Попиваючи коктейль